# 亞歷山德羅 (加利福尼亞州)
亞歷山德羅（英語：Alessandro）是位於美國加利福尼亞州河濱縣的一個非建制地區。該地的面積和人口皆未知。

## 地理
亞歷山德羅的座標為33°53′10″N 117°16′13″W / 33.88611°N 117.27028°W，而該地的平均海拔高度為468米（即1535英尺）。